# Ц
Ц, Цц (ce) – litera cyrylicy używana w językach białoruskim, rosyjskim, ukraińskim, serbskim, macedońskim oraz bułgarskim. Oznacza spółgłoskę [ʦ].
Litera Ц może też oznaczać głoskę palatalizowaną [ʦʲ] lub [ʨ] (zależnie od dialektu):
- w języku ukraińskim – w pozycji przed Є (tylko w transkrypcji nazw obcych), І, Ь, Ю, Я;
- w języku białoruskim – w pozycji przed Е, Ё, І, Ь, Ю, Я;
- w języku rosyjskim (praktycznie wyłącznie w transkrypcji nazw obcych) – przed Ё, Ю, Я.

## Kodowanie
| Znak                   | Ц                           | Ц                           | ц                         | ц                         |
| ---------------------- | --------------------------- | --------------------------- | ------------------------- | ------------------------- |
| Nazwa w Unikodzie      | Cyrillic Capital Letter Tse | Cyrillic Capital Letter Tse | Cyrillic Small Letter Tse | Cyrillic Small Letter Tse |
| Kodowanie              | dziesiątkowo                | szesnastkowo                | dziesiątkowo              | szesnastkowo              |
| Unicode                | 1062                        | U+0426                      | 1094                      | U+0446                    |
| UTF-8                  | 208 166                     | d0 a6                       | 209 134                   | d1 86                     |
| Odwołania znakowe SGML | &#1062;                     | &#x0426;                    | &#1094;                   | &#x0446;                  |
| Macintosh Cyrillic     | 150                         | 96                          | 246                       | F6                        |
| ISO 8859-5             | 198                         | C6                          | 230                       | E6                        |
| Windows-1251           | 214                         | D6                          | 246                       | F6                        |
| Code page 866          | 150                         | 96                          | 230                       | E6                        |
| Code page 855          | 165                         | A5                          | 164                       | A4                        |
| KOI8-R i KOI8-U        | 227                         | E3                          | 195                       | C3                        |